# Shashe/Semotswane
Shashe/Semotswane è un villaggio del Botswana situato nel distretto Centrale, sottodistretto di Tutume. Il villaggio, secondo il censimento del 2011, conta 3.136 abitanti.

## Località
Nel territorio del villaggio sono presenti le seguenti 10 località:
- Guruguru di 12 abitanti,
- Kunkuru di 30 abitanti,
- Majwana Mantsho di 7 abitanti,
- Mogobe wa noga,
- Mogobewabasadi di 60 abitanti,
- Moshamo di 51 abitanti,
- Railway Camp,
- Seimaxwe di 46 abitanti,
- Thakadiawa di 115 abitanti,
- Tlapeng di 42 abitanti